# Nýznerov

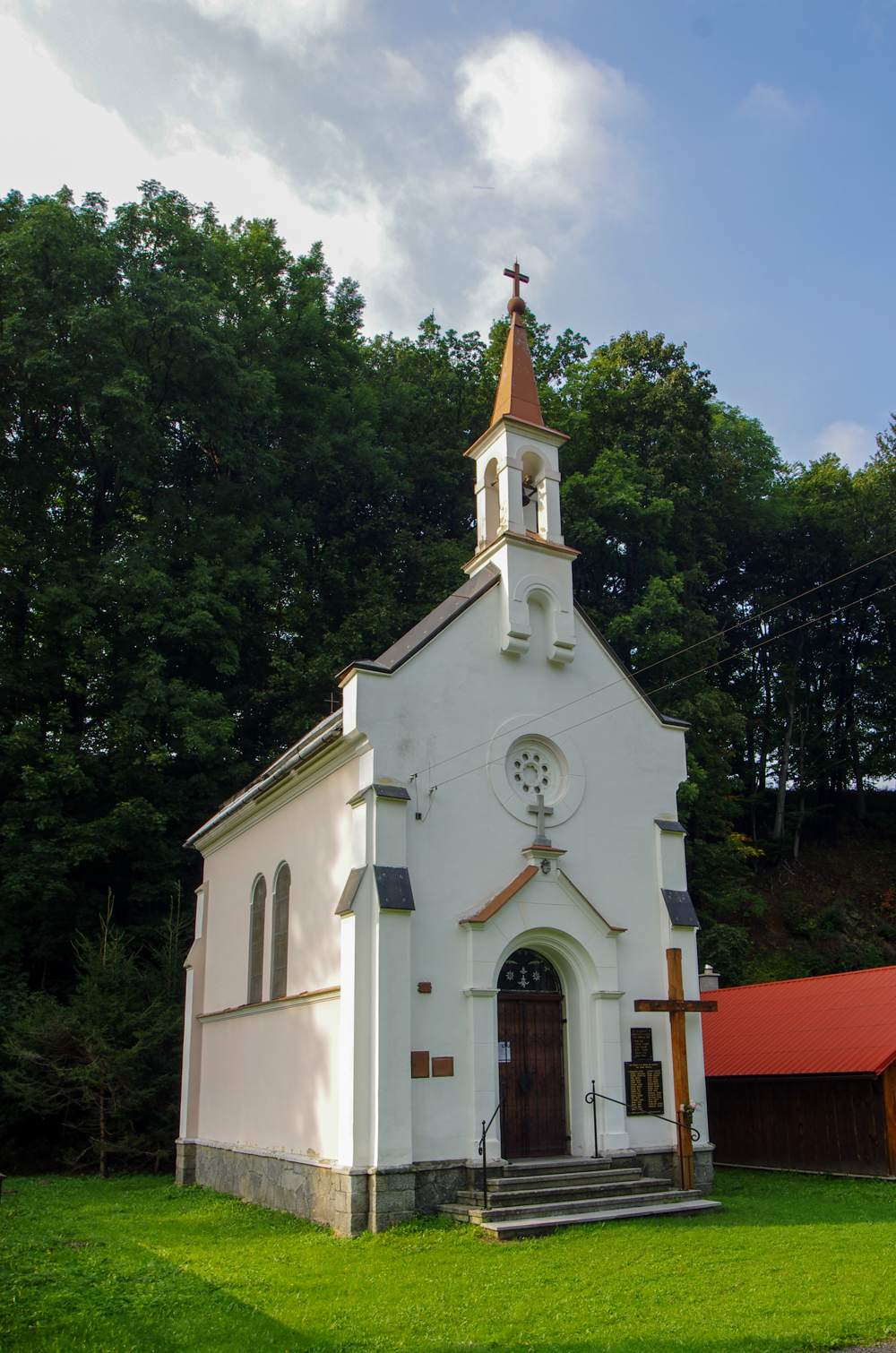
Kapelle Mariä Himmelfahrt

Nýznerov (deutsch Niesnersberg) ist eine Ortschaft der Gemeinde Skorošice in Tschechien. Sie liegt drei Kilometer südwestlich von Žulová und gehört zum Okres Jeseník.

## Geographie
Nýznerov erstreckt sich am Fuße des Reichensteiner Gebirges (Rychlebské hory) im Tal des Stříbrný potok (Schwarze Schlippe) und seiner Zuflüsse Nýznerovský potok und Malá voda. Nordöstlich erhebt sich die Boží hora (527 m n.m.), im Osten der Hadí vrch (Salberg, 474 m n.m.), südöstlich der Birkenberg (564 m n.m.), im Süden der Černý kopec (Schwarzberg, 750 m n.m.), der Kopřivník (Nesselberg, 925 m n.m.) und der Skok (Stein Urlich, 750 m n.m.), südwestlich der Chlum (Fleischersteine, 776 m n.m.), der Břidličný (Flössenberg, 945 m n.m.), der Skoroš (Zittersteine, 828 m n.m.) und der Ostrý (Knallsteine, 710 m n.m.), im Westen der Špičák (Spitzberg, 957 m n.m.) und der Jezevčí vrch (755 m n.m.). Gegen Süden liegen die Wildgehege Starý Nýznerov und Černý Kopec. Südwestlich im Gebirge befinden sich die Nýznerovské vodopády (Schlippengefälle).
Nachbarorte sind Horní Skorošice und Dolní Skorošice im Norden, Žulová und Starost (Sorge) im Nordosten, Vápenná im Osten, Polka im Süden, Na Samotě, Kamenná und Kamenné im Südwesten sowie Nowy Gierałtów im Westen.

## Geschichte
Die 1612 belegten Lokalnamen Glaseberg und Glasegrund deuten darauf hin, dass in dem Tal früher eine Glashütte gestanden ist.
Nachdem die Setzdorfer Scholtisei 1775 einem Rittergut gleichgestellt und ihr damit eigene Untertanen zugestanden waren, ließ der Vogt Franz Niesner 1785 im Tal des Nýznerovský potok eine Kolonie anlegen, die nach ihm als Niesnersberg benannt wurde. Das Friedeberger Amt der fürstbischöflichen Johannisberger Güter setzte die Besiedlung des Grundes auf seinen Fluren fort; im tiefen Grund des Malá voda wurde auf den Grundstücken des ehemaligen Setzdorfer Oberjägers die Kolonie Jägerhau bzw. Neuhäuser (Myslivecká Paseka) angelegt, auch unterhalb entstanden – auf Friedeberg zu – etliche Häuser. Um 1800 standen in Neuhäuser bzw. Jägerhau fünf Häuser mit 37 deutschsprachigen Einwohnern, die zur Gemeinde Gurschdorf gehörten; in Niesnersberg lagen auf einem Berg über dem Schlippenwasser 27 zur Erbscholtisei Setzdorf gehörige Häuser mit 111 deutschsprachigen Einwohnern. 1811 erfolgte eine durchgängige Nummerierung der Häuser in Niesnersberg und Jägerhau. In der ersten Hälfte des 19. Jahrhunderts wurde die Besiedlung weiter auf den Schlippengrund ausgedehnt.
Im Jahre 1836 bestand die an der Schwarzen Schlippe gelegene Kolonie Niesnersberg aus insgesamt 51 überwiegend hölzernen Häusern, in denen 332 deutschsprachige Personen lebten. 30 der Häuser lagen auf Setzdorfer Scholtiseigrund; der fürstbischöfliche Besitz umfasste neun Häuser im unteren Schlippengrund als auch die ebenfalls zu Niesnersberg konskribierten 12 Häuser des südlich in einem düsteren Grund gelegenen Högerhaus. Haupterwerbsquellen bildeten die geringe Landwirtschaft, die Spinnerei, Holzarbeiten und der Tagelohn. Im Ort gab es eine Mahlmühle und eine Pottaschehütte. In der Umgebung des Högerhauses erfolgte der Abbau von Kalk und Graphit. Pfarrort war Gurschdorf. Bis zur Mitte des 19. Jahrhunderts blieb Niesnersberg anteilig der Scholtisei Setzdorf und dem Bistum Breslau untertänig.
Nach der Aufhebung der Patrimonialherrschaften bildete Niesnersberg ab 1849 einen Ortsteil der Gemeinde Setzdorf im Gerichtsbezirk Weidenau; nicht als Ortsteil ausgewiesen war der Anteil der Stadt Friedeberg. Ab 1869 gehörte das gesamte Dorf zum Bezirk Freiwaldau. Der tschechische Ortsname Niesnersberk wurde zum Ende des 19. Jahrhunderts eingeführt und 1924 in Nýznerov abgeändert. Beim Zensus von 1921 lebten in den 52 Häusern des Setzdorfer Ortsteils Niesnersberg 284 Personen, darunter 269 Deutsche und sechs Tschechen. Der Friedeberger Anteil wurde lediglich als Einöde erfasst. Im Jahre 1930 hatte der Setzdorfer Anteil von Niesnersberg 304 Einwohner und bestand aus 52 Häusern; in den zwei Häusern des Friedeberger Anteils lebten 14 Personen. Nach dem Münchner Abkommen wurde das Dorf 1938 dem Deutschen Reich zugesprochen und gehörte bis 1945 zum Landkreis Freiwaldau. Während des Zweiten Weltkriegs befand sich bei Niesnersberg ein Arbeitslager für sowjetischen Kriegsgefangene. Nach dem Ende des Zweiten Weltkrieges kam Nýznerov zur Tschechoslowakei zurück; die meisten der deutschsprachigen Bewohner wurden 1945/46 vertrieben. Der ehemals Friedeberger Anteil wurde 1949 als Nýznerov 2. díl von Žulová nach Skorošice umgemeindet; der ehemals Setzdorfer Anteil wurde seit dieser Zeit als Nýznerov 1. díl bezeichnet. Bei der Gebietsreform von 1960 wurde der Okres Jeseník aufgehoben und der Ort in den Okres Šumperk eingegliedert. 1961 wurde Nýznerov 1. díl von der Gemeinde Vápenná nach Skorošice umgegliedert und mit Nýznerov 2. díl zu einem Ortsteil Nýznerov vereinigt. Mit der Eingemeindung von Skorošice nach Žulová erlosch Nýznerov 1976 als Ortsteil. Seit dem 24. November 1990 gehört Nýznerov wieder zur Gemeinde Skorošice, erhielt jedoch keinen Ortsteilstatus. Seit Anfang 1996 ist das Dorf wieder Teil des Okres Jeseník. Beim Zensus von 2001 lebten 188 Personen insgesamt in dem Dorf, davon 143 in Nýznerov und 45 in Nýznerov-jih.

## Ortsgliederung
Nýznerov gehört zum Ortsteil Skorošice der gleichnamigen Gemeinde, das Dorf ist in die Grundsiedlungseinheiten Nýznerov und Nýznerov-jih gegliedert.
Nýznerov-jih ist Teil des Katastralbezirkes Horní Skorošice, Nýznerov dagegen dem Katastralbezirk Dolní Skorošice zugeordnet.

## Sehenswürdigkeiten
- Kapelle Mariä Himmelfahrt, erbaut 1900–1901. Im Jahre 2001 wurde sie saniert.
- Nýznerovské vodopády (Schlippengefälle), die Klamm des Stříbrný potok an der Einmündung des Bučínský potok mit einer Kaskade von Wasserfällen ist als Naturdenkmal geschützt.
- Muzeum Skorošice, am oberen Ortsausgang. Die Ausstellung ist der gemeinsamen Tradition und Natur des polnisch-tschechischen Grenzgebietes mit Schwerpunkt der Umgebung der tschechischen Gemeinde Skorošice und der polnischen Gemeinde Skoroszyce gewidmet.
- Grabstätte der im Gefangenenlager verstorbenen sowjetischen Soldaten